# Karrenseilbahn
A Karrenseilbahn egy drótkötélpályás felvonó Ausztriában Dornbirntól nem messze. Az 1390 méter hosszú kötélvasút 1956-ban nyílt meg. A drótkötélpályán két db 15+1 személyes kabin ingázik. Az alsó- és a felső állomás között 514 méter a szintkülönbség, a menetidő kb. 10 perc.

## Képgaléria

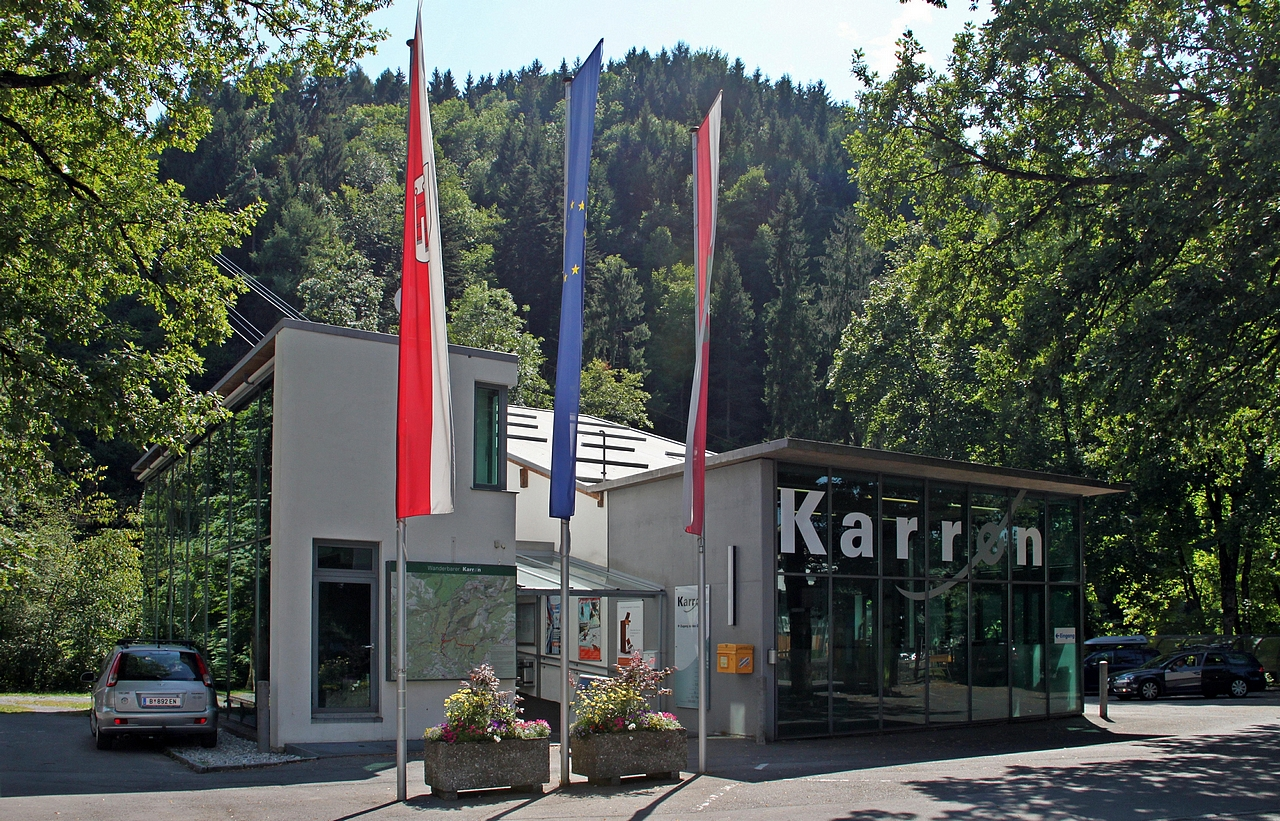
Az alsó állomás (2013)
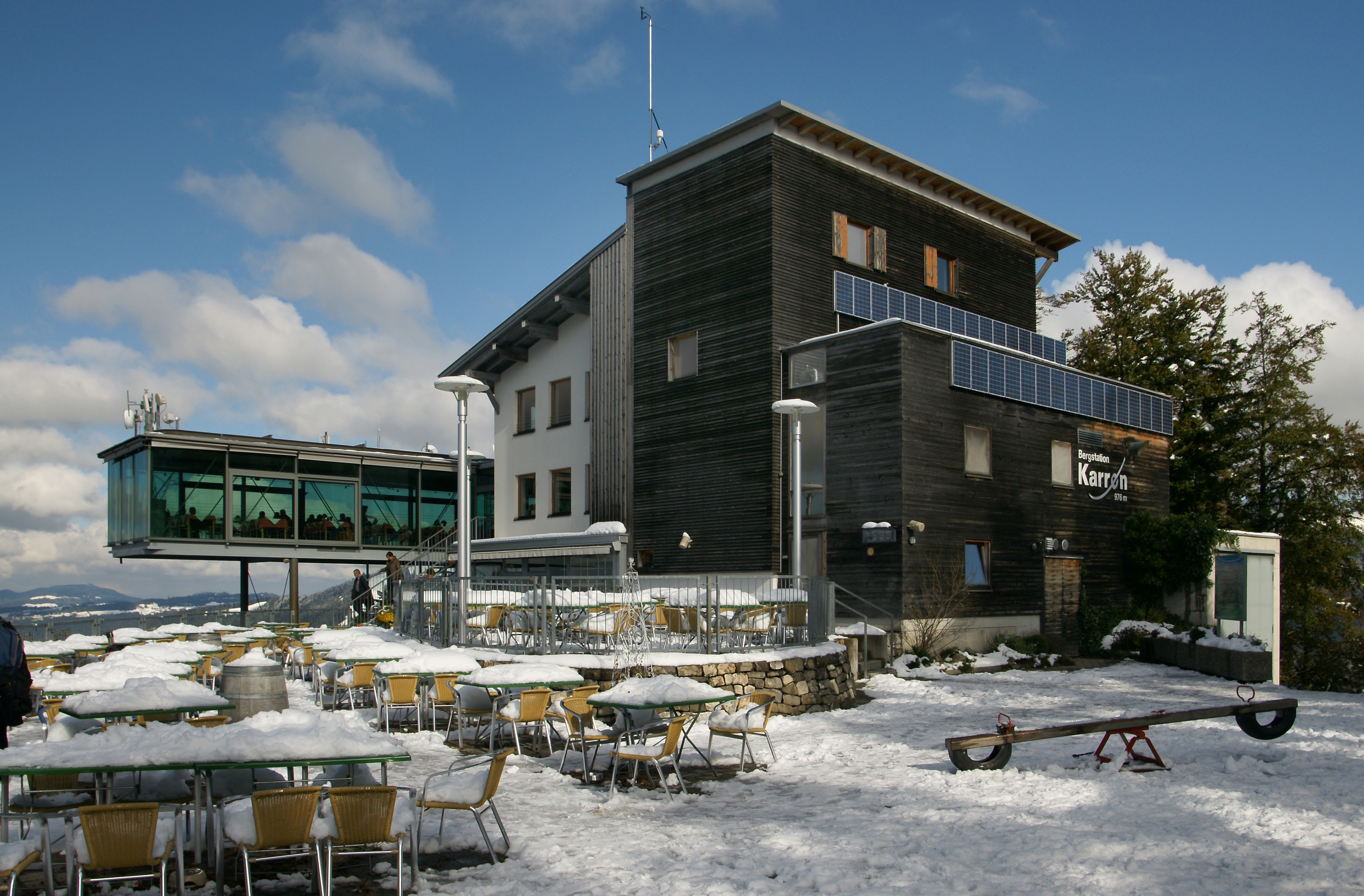
A felső állomás (2009)
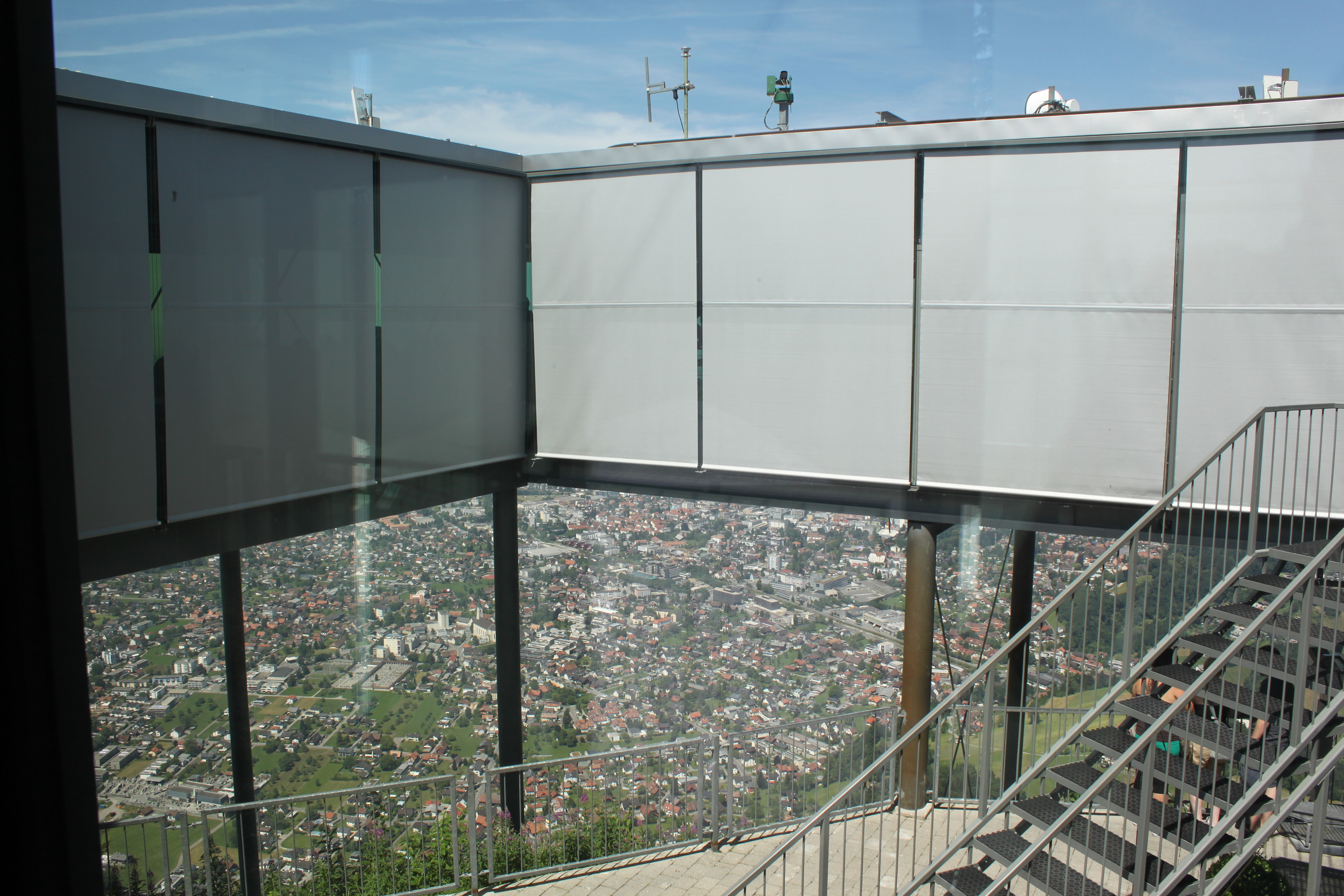
A panorámaétterem (2013)